# Osphya cylindromorpha
Osphya cylindromorpha là một loài bọ cánh cứng trong họ Melandryidae. Loài này được Abeille miêu tả khoa học năm 1896.